# Dubiaranea longiscapa
Dubiaranea longiscapa is een spinnensoort uit de familie hangmatspinnen (Linyphiidae). De soort komt voor in Chili.